# Península
Uma península (em latim: paenīnsula, de paene-, 'quase', e insula, 'ilha'; quase ilha) é um
acidente geográfico que sobressai amplamente do continente e está rodeado em sua maior parte pelo mar. Penínsulas existem em todos os continentes e seu tamanho pode variar de poucos metros quadratos até subcontinentes. A maior península da Terra é a península Arábica.
Em geral, a água que envolve a terra é água do mar, embora as penínsulas também apareçam em grandes lagos e até mesmo em outros corpos d'água menores, como estuários ou rios. Em muitas línguas germânicas e celtas, e também nas línguas bálticas, eslavas e húngaras, as penínsulas são chamadas de "meias-ilhas" (e em francês literalmente mantém a etimologia original de "quase ilha", presqu'île).
Quando as penínsulas são acidentes geográficos menores, relevantes do ponto de vista local, às vezes são mais bem chamadas com outros termos geográficos, como cabo ou ponta, se forem rochosas, e em casos de costas arenosas, podem-se chamar de ilha promontória, tombolo, cordão litoral, barra ou quebra-mar (um pontal é geralmente considerado como um pedaço de terra pontiagudo que se projeta em um corpo de água que é menos importante do que um cabo).

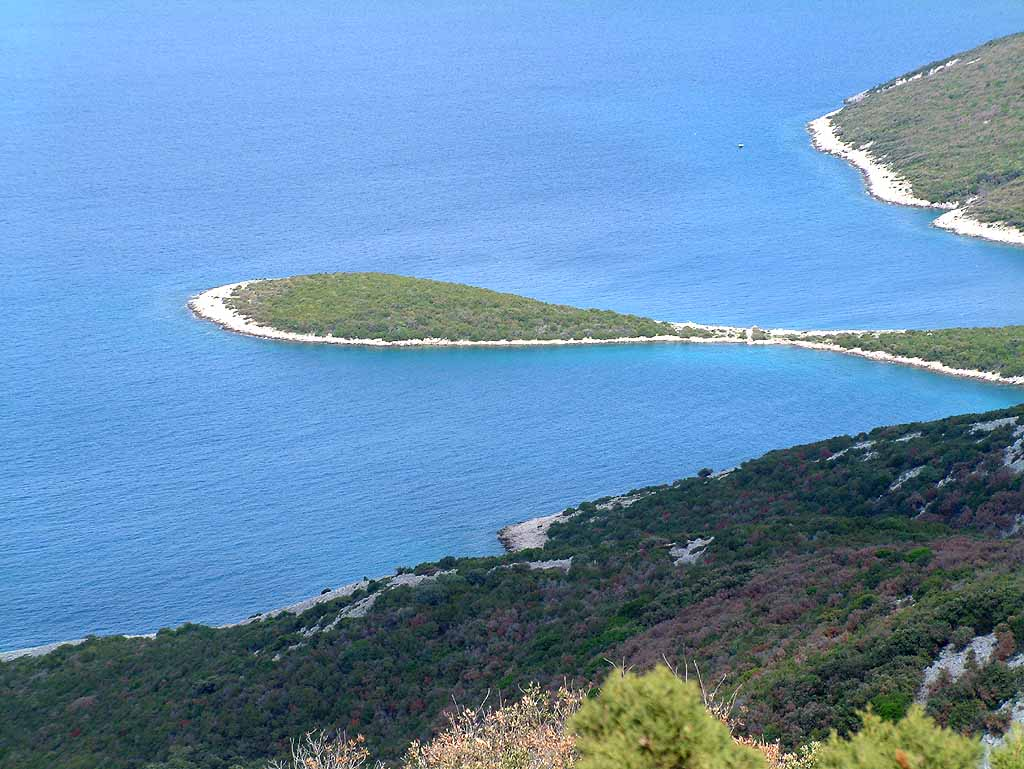
Uma pequena península na Croácia.

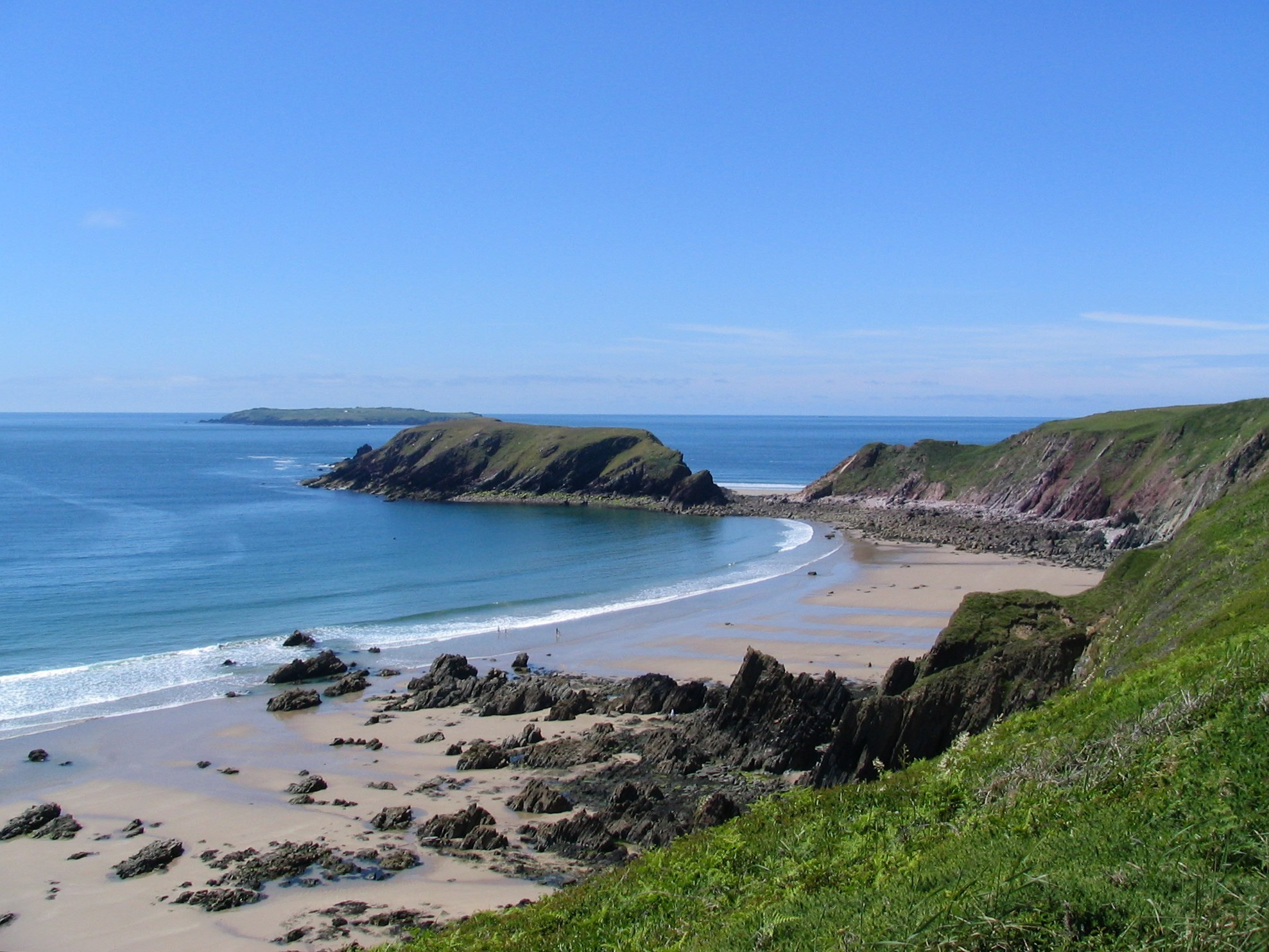
Gateholm: uma ilha de maré no sul do País de Gales

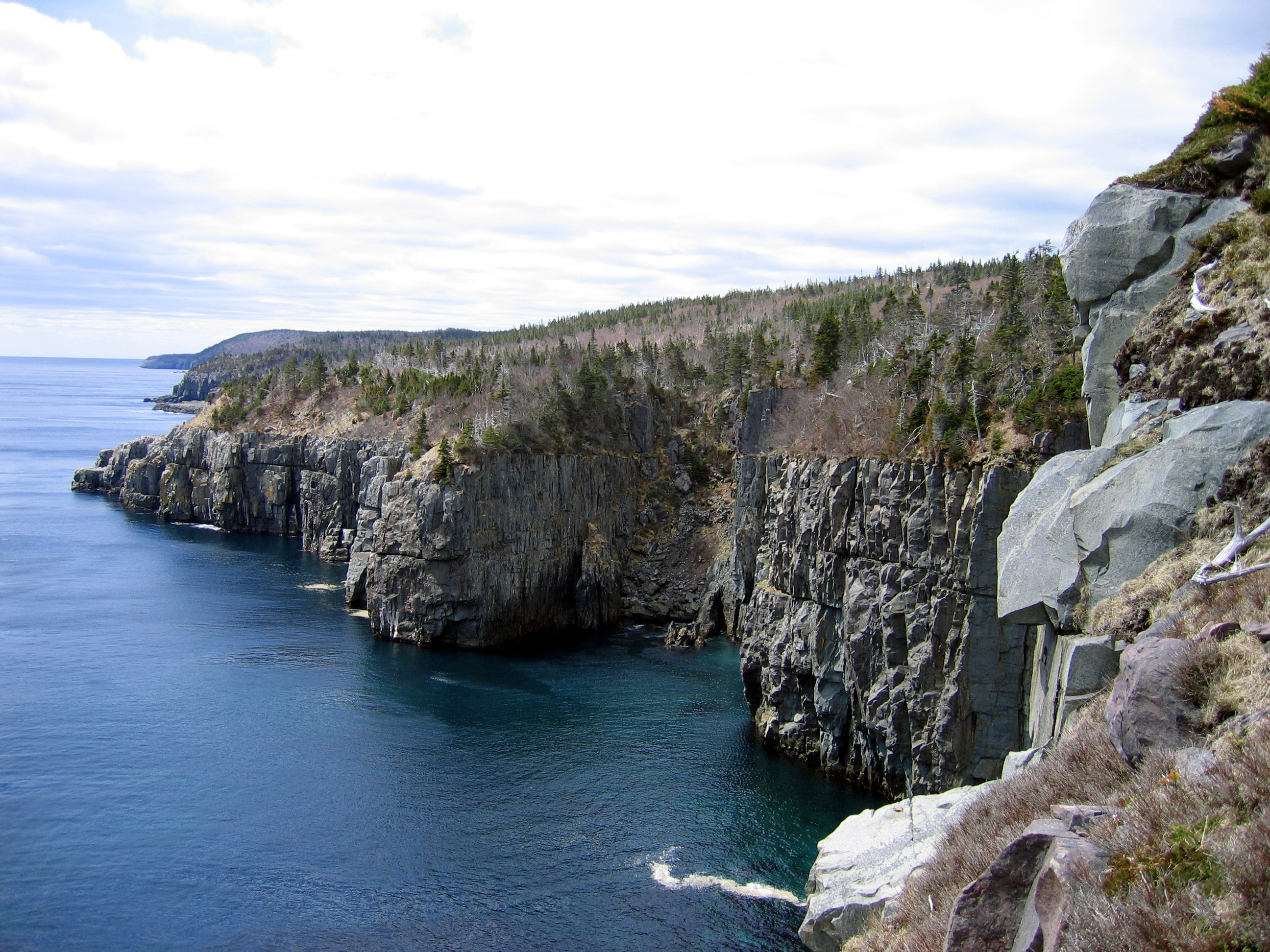
Península de Avalon

## Principais penínsulas do mundo

### África
- Península de Almina
- Península de Bakassi
- Península de Buri
- Península do Cabo
- Península do Cabo Branco
- Península do Cabo Bon
- Península do Cabo Verde
- Península do Sinai
- Península Somali

### Antártica
- Península Antártica
- Península Arctowski
- Cabo Bonaparte
- Terra do Rei Eduardo VII

### América
- Península Adelaide
- Península de Avalon
- Península de Azuero
- Península da Baixa Califórnia
- Península de Boothia
- Península Bruce
- Península de Brunswick
- Cabo Cod
- Península de Delmarva
- Península da Flórida
- Península de Foxe
- Península de Gaspé
- Península de Guanahacabibes
- Península de Iucatã
- Península de La Guajira
- Península do Labrador
- Península Olímpica
- Península de Paracas
- Península de Seward
- Península Superior
- Península de Ungava
- Península de Taitao
- Península Valdés

### Ásia
- Península Anatoliana
- Península Arábica
- Península da Coreia
- Península de Bataan
- Península de Bicol
- Península de Bondoc
- Península de Bōsō
- Península de Camecháteca
- Península de Caramoan
- Península de Faddeyevsky
- Península de Guida
- Península de Iamal
- Península Indiana
- Península Indochinesa
- Península de Kowloon
- Península de Leicheu
- Península de Liautum
- Península da Malásia
- Península Minahassa
- Península de Muravyov-Amursky
- Península de Shimokita
- Península de Shiretoko
- Península de Taimir
- Península de Taman
- Península de Tchukotka
- Península de Tsugaru
- Península de Xantum
- Península de Zamboanga

### Europa
- Fischland-Darß-Zingst
- Ístria
- Jutlândia
- Peloponeso
- Península Balcânica
- Península de Beara
- Península Calcídica
- Península de Cola
- Península do Cotentin
- Península da Crimeia
- Península Escandinava
- Península de Galípoli
- Península de Gower
- Península de Hel

- Península Ibérica
- Península Itálica
- Península de Kanin

### Oceania
- Península de Cobourg
- Península de Coromandel
- Península de Doberai
- Península de Eyre
- Península de Otago
- Península do Cabo York
- Península de Yorke

## As 10 maiores penínsulas do mundo
| Pos | Nome                  | Área (km²) | Continente       |
| --- | --------------------- | ---------- | ---------------- |
| 1   | Península Arábica     | 2 780 000  | Ásia             |
| 2   | Península Indochinesa | 2 300 000  | Ásia             |
| 3   | Península Indiana     | 2 100 000  | Ásia             |
| 4   | Península do Labrador | 1 430 000  | América do Norte |
| 5   | Península Escandinava | 800 000    | Europa           |
| 6   | Península Somali      | 750 000    | África           |
| 7   | Península Ibérica     | 580 000    | Europa           |
| 8   | Península Anatoliana  | 500 000    | Ásia             |
| 9   | Península Balcânica   | 470 000    | Europa           |
| 10  | Península de Taimir   | 400 000    | Ásia             |